# 秘义纳粹主义

“黑太阳”徽章，代表许珀耳玻瑞亚人的天国家园和他们无形的能量源泉

秘传新纳粹主义，亦称秘传纳粹主义、秘传法西斯主义或秘传希特勒主义，是指将纳粹主义同神秘主义、神秘学及秘契主义传统结合的意识形态。这种思想体系出现于第二次世界大战之后，信徒们试图在新宗教运动的背景下重新诠释和适应第三帝国的思想。秘传纳粹主义以强调雅利安优越性的神话和精神维度为特征，借鉴了包括神智学、雅利安秘学和诺斯底二元论在内的多种来源。
秘传纳粹主义的根源可以追溯到20世纪初的神秘主义运动，其领军人物试图将种族理论与神秘主义相结合。关键人物如吉多·冯·利斯特和约尔格·兰茨·冯·利本费尔斯在这一发展中扮演了重要角色，他们的早期思想为后来纳粹意识形态的秘契主义根基奠定了基础。这些早期的神秘主义者提倡一种古老的雅利安种族观念，认为这一种族具有神圣的品质，注定要统治其他种族。图勒学会进一步发展了这种雅利安至上主义，该学会是一个对早期纳粹运动影响颇深的神秘学团体。它将民族主义与对神话中雅利安人的故乡——许珀耳玻瑞亚的神秘信仰相结合。
纳粹德国崩溃后，秘传纳粹主义进一步演变，适应了新环境。萨维特里·黛维和米格尔·塞拉诺等人成为现在被称为秘传希特勒主义的思想的重要支持者。这些战后的秘契主义者扩展了希特勒作为弥赛亚人物的观念，常常将希特勒神化为神力的化身。例如，萨维特里·黛维将纳粹意识形态和印度教相结合，称希特勒为毗湿奴的第九化身，并将雅利安至上主义与印度教的宇宙秩序对接。类似地，米格尔·塞拉诺将外星元素引入秘传希特勒主义，声称雅利安种族具有神圣的起源，并于来自许珀耳玻瑞亚的类似神祇的外星种族有关联。
秘传纳粹主义在战后时代继续影响着各种纳粹主义和极右翼团体，通常与其他秘契主义和神秘学传统相融合。受卡尔·荣格理论启发的“集体雅利安无意识”概念和代表隐藏的秘契主义力量的黑太阳符号是这些信仰的核心。这些观念通过各种手段得以延续，包括文献、音乐和数字媒体，从而推动了秘传纳粹主义在当代文化中的持续存在。尽管仍属于边缘现象，秘传纳粹主义在某些极端主义圈子中仍是一股强大力量，为种族和意识形态的至上主义提供神秘主义辩护。

## 历史背景
秘传纳粹主义的根源可追溯至20世纪初的一些运动和人物。这些人试图将神秘主义、种族理论和民族主义融合在一起。吉多·冯·利斯特和约尔格·兰茨·冯·利本费尔斯在这一发展过程中具有关键地位。利斯特是本土运动中的重要人物，他创立了雅利安秘学，将日耳曼异教信仰同种族理论相结合。兰茨·冯·利本费尔斯则通过他创办的刊物《奥斯塔拉》进一步发展了这些思想，借助神秘学和神秘主义宣传雅利安至上和反犹主义观点。
图勒学会成立于1918年，在纳粹意识形态的形成中发挥了重要作用。这个神秘学团体信仰“图勒”——一个神话中的雅利安人的故乡。该学会的反犹主义和民族主义思想影响了许多后来成为纳粹领导人的任务，并将神秘学、神话和政治意识形态融合在一起，为秘传纳粹主义奠定了基础。
党卫军领袖海因里希·希姆莱将神秘主义深深融入纳粹意识形态之中，将党卫军视为一个“精神骑士团”。他在韦韦尔斯堡城堡设立了党卫军意识形态中心，在那里进行各种秘契主义和神秘学的实践。希姆莱对圣杯和亚瑟王的神话着迷，旨在为党卫军赋予更高层次的精神使命感。由利斯特和利本费尔斯发展出的雅利安秘学对纳粹种族意识形态产生了深远影响。这一思想体系结合了神智学、日耳曼神话和种族理论，通过将雅利安人描绘为拥有神圣起源的古老种族后裔，来宣扬雅利安种族的优越性。纳粹正是借助这一观念，为其种族纯洁政策和反犹主义立场提供理论依据。
神话与神秘信仰是纳粹意识形态中不可或缺的组成部分。其中，许珀耳玻瑞亚这一神话中的北方雅利安故乡的概念，暗示着许珀耳玻瑞亚人是曾经统治地球的神性存在。纳粹采纳了多种具有神秘含义的符号：纳粹党徽上的卐字符，一个在多种文化中发现的古老符号，象征着雅利安身份和宇宙秩序；其他符号，如黑太阳，象征着雅利安民族的奥秘知识与隐秘力量。

## 著名的追随者

### 萨维特里·黛维
出生于法国的希腊作家萨维特里·黛维是战后第一个主要倡导“秘传希特勒主义”思想的人。根据这种意识形态，在第三帝国垮台及希特勒在战争结束时自杀后，希特勒本人可以被神化。黛维将希特勒的雅利安主义意识形态与印度独立运动中泛印度教部分的意识形态以及苏巴斯·钱德拉·鲍斯等活动家联系起来。对她来说，卐字符是一个特别重要的符号，因为她认为它象征着印度教徒和德国人的雅利安团结。
萨维特里·黛维最感兴趣的，是印度的种姓制度。她将其视为种族法律的原型，用以规范不同种族的隔离并保持肤色较浅的雅利安人的纯正血统。她认为，在经历六千年的历史后，婆罗门这一少数阶层能在印度众多不同种族的庞大人口中存续下来，本身就是对雅利安种姓制度价值的鲜活见证。
萨维特里·黛维将纳粹主义纳入更广泛的印度教历史循环中。她认为希特勒是毗湿奴的第九个化身，并称他为“我们这个时代的神一般的人物；与时间对抗的人；有史以来最伟大的欧洲人”，他的理想是让雅利安人回到一个更早、更完美的时代，同时他也有足够的实际能力与“时间”中的破坏性势力作斗争。在黛维看来，他的失败——他的理想无法实现——是由于他“过于宽宏大量，过于信任他人，过于善良”，是由于他不够无情，是由于他的“心理构成中，‘阳光’（仁慈）太多，而‘雷霆’（实际的残酷）太少”。与他即将到来的化身不同：
“迦乐季”将以前所未有的无情方式行事。与阿道夫·希特勒不同，他不会饶恕任何一个神圣事业的敌人——不仅不会饶恕那些公开反对者，也不会放过那些冷漠旁观者、机会主义者、意识形态上的异端、种族上的杂交者、体质虚弱者、优柔寡断者，以及那些“过于人性化”的人；任何一个在身体、性格或思想上带有堕落时代烙印的人，都不会被放过。

### 罗贝尔·沙鲁
与大多数古代宇航员理论作家不同，罗贝尔·沙鲁对种族主义有着浓厚兴趣。他声称，许珀耳玻瑞亚位于冰岛和格陵兰之间，是金发碧眼的北欧白人种族的家园。沙鲁写道，这一种族具有外星起源，最初来自一个远离太阳的寒冷星球。他还宣称，许珀耳玻瑞亚的白人及其后裔——凯尔特人——在远古时期曾统治整个世界。沙鲁的某些主张对秘传纳粹主义的信仰体系产生了影响，尤其体现在米格尔·塞拉诺等人的思想中。

### 米格尔·塞拉诺
智利前外交官米格尔·塞拉诺是秘传纳粹主义的重要人物。他撰写了多部作品，包括《金色缎带：秘传希特勒主义》（1978年）和《阿道夫·希特勒：最后的化身》（1984年）。塞拉诺是众多认为“雅利安血统”最初源自外星的纳粹神秘主义者之一：
塞拉诺在《创世纪》中的堕天使——“拿非利人”中发现了人类外星起源的神话证据。他提出，克罗马侬人在史前欧洲的突然出现，以及其卓越的艺术与文化成就，记录了一支“神圣后裔种族”的降临，而这与尼安德特人的“深度劣等”形成鲜明对比——尼安德特人是巨匠造物主创造的“异端产物”……地球上的所有物种中，只有雅利安人保留着他们神圣祖先的记忆，并在其高贵的血统中仍混合着黑太阳的光辉。而其他所有种族，则是巨匠造物主创造的“兽人”的后裔，原生于这个星球。
塞拉诺通过多种神话来支持这一观点。这些神话将“雅利安”民族描绘为具有神圣祖先的族群，甚至包括阿兹特克神话中的克察尔科亚特尔自金星降临的传说。他还引用了巴尔·甘格达尔·提拉克关于印度-雅利安人北极故乡的假说，作为他将雅利安人迁徙到地球的中心定位于“失落的”北极大陆——许珀耳玻瑞亚的依据。因此，在塞拉诺的体系中，那些外星神祇也被认定为许珀耳玻瑞亚人。
在试图提升地球原生种族的精神发展的过程中，许珀耳玻瑞亚的“迪维亚”（divyas，梵语，意为“神人”）遭遇了一场悲剧性的挫败。塞拉诺借用《以诺书》中的一段故事加以扩展，哀叹称：在诸神之中，有一支叛离的群体与地球上的人类种族发生了通婚，从而玷污了其恩赐者所携带的“承光之血”，并使整个星球上的神圣意识水平大幅下降。
对塞拉诺而言，许珀耳玻瑞亚的概念同时具有种族主义和神秘主义意义。他坚信，希特勒如今身处香巴拉——一个位于南极的地下中心（之前曾在北极和西藏）——在那里他与许珀耳玻瑞亚的众神保持联络，并将在未来的某一天，带领一支UFO舰队现身，率领光明的力量（即许珀耳玻瑞亚人，有时与维利联系在一起）对抗黑暗力量（对塞拉诺来说，其中不可避免地包括崇拜“上帝”的亚伯拉罕诸教的信徒），进行最终之战，从而开启第四帝国。
塞拉诺继承了卡特里派（活跃于1025—1244年）的诺斯底传统，将《旧约》中的上帝耶和华认定为巨匠造物主。作为中世纪的二元论者，这些异端曾否定耶和华的神性，认为他不过是一个伪神——一个与真实的、超越尘世的至高神对立的工匠式的存在。这种诺斯底主义教义显然对犹太人具有极其危险的暗示。由于耶和华是犹太民族的部族神，这一逻辑便自然的将犹太人标会我“崇拜恶魔者”。通过将犹太人塑造成“撒旦之子”，卡特里派的异端思想将反犹主义提高到了具有庞大宇宙观支持的神学高度。如果说许珀耳玻瑞亚的雅利安人是塞拉诺所说的来自黑太阳的“迪亚斯”的神圣原型和血统后代，那么象征黑暗之主的对立原型便需要一个“对立种族”。而巨匠造物主最终在犹太人身上找到了其原型最合适的代理人。
正如宗教学者弗雷德里克·C·格兰特与海姆·马克比所强调的，在二元论诺斯底主义者眼中，“犹太人被视为巨匠造物主的选民，并在历史中扮演着阻挠至高神的使者救赎使命的特殊角色”。因此，塞拉诺将希特勒视为至高神最伟大的使者之一，正如过去那些带来光明的革命者一样，希特勒也被犹太化的暴民政权所排斥、钉上十字架。在他的意识形态中，党卫军占据着特殊地位。他认为，党卫军在试图重建古代雅利安神人种族的过程中，超越了世俗的道德规范，因而其行为是正当的。

### 大卫·米亚特
在20世纪80—90年代，大卫·米亚特发展出了一种对纳粹主义的解释——或可称为修正主义版本。尽管该思想体系仍以萨维特里·黛维提出的“三种人”（即“超越时间者”“反抗时间者”和“在时间之中者”），但米亚特的诠释并未涉及古代神话或外星生物的存在。
相反，米亚特——常被认为是“民族社会主义运动中神秘学派别的代表人物之一”——将注意力集中在纳粹主义的“神圣性”层面。他在诸如《民族社会主义的意义》《民族社会主义的启示》以及《民族社会主义的宗教》这类小册子中，探讨了这点。正如学者杰弗里·卡普兰所指出的，米亚特明确将纳粹主义视为一种宗教，并“毫不掩饰地将阿道夫·希特勒视为人类的救世主。”

## 概念和主体

### 集体雅利安无意识
“集体雅利安无意识”是秘传纳粹主义的核心理念之一。它借鉴了卡尔·荣格关于“集体无意识”的心理学理论。然而，在秘传纳粹主义中，这种集体无意识被特定地同雅利安种族联系起来，他们被认为携带着一种共有的种族印记或精神遗产。这种观点认为，雅利安人拥有一种与生俱来的、世代遗传的智慧与知识，将他们与神圣起源和古代许珀耳玻瑞亚故土相连。这种集体记忆被视为指引雅利安人完成其精神与种族使命的力量，使他们与被视为“灵性低等”的其他种族区分开来。
在《黑太阳》一书中，尼古拉斯·古德里克-克拉克记载了卡尔·荣格对希特勒的评价。荣格认为：“希特勒被集体雅利安无意识的原型所附体，无法抗拒来自内在声音的命令。”在1936年到1939年间的一系列访谈中，荣格多次将希特勒描绘为一个原型，其显现往往彻底压倒了他自身的个性。“‘希特勒是一个精神容器，一个半神，甚至更准确地说，一个神话。贝尼托·墨索里尼只是一个凡人’……德国的弥赛亚，以利剑为德行进行教化。‘他所听到的声音，是其种族集体无意识的声音’”。
荣格提出希特勒是集体雅利安无意识的化身，这一观点深深吸引并影响了米格尔·塞拉诺。塞拉诺后来认为，荣格只是在用心理学语言解释一种古老而神圣的奥秘——即诸神对人的原型的附身。这些神是独立的形而上力量，统治着各自的种族，并偶尔附身于其成员身上。

### 许珀耳玻瑞亚和雅利安人起源
许珀耳玻瑞亚，一片常与北极联系在一起的神话之地，在秘传纳粹主义思想中被尊奉为雅利安人的始祖之地。根据这一信仰，许珀耳玻瑞亚曾是原初的雅利安诸神或神人居住的天堂；后来，他们被流放或降临人间。许珀耳玻瑞亚的概念与失落的黄金时代紧密相关，在那里，雅利安人与宇宙法则和谐共处，直至受到外来力量的影响而堕落和败坏。这一神话叙事支撑了秘传纳粹主义中将雅利安人视为拥有神圣使命的优越种族的观点，并将其根源追溯至古老的神话起源。
自1945年以来，新纳粹作家也提出香巴拉和毕宿五是雅利安人的原始故乡。研究《寻爱绮梦》的学者乔斯林·戈德温在其著作《北极的神秘主义：极地的科学、象征与纳粹存续》中探讨了关于纳粹残余势力在南极存续的伪科学理论。《北极的神秘主义》因其学术性的写作风格以及对许多目前尚无英文译本的资料的深入考察而备受关注。

### 诺斯底二元论和巨匠造物主
秘传纳粹主义融合了诺斯底主义的二元论思想，尤其强调光明与黑暗势力之间的宇宙性斗争。在这种世界观中，物质世界被视为由一个邪恶的巨匠造物主——通常被认为是犹太-基督教的上帝——所创造，其目的是奴役人类。与此相对，雅利安人则被视为神圣之光的子嗣，注定要对抗这位巨匠造物主及其地上的代理人，后者通常被认定为犹太人和其他非雅利安人。这种二元信仰体系强化了秘传纳粹主义中关于种族与精神等级的核心观念，将雅利安人置于世界的正统统治者地位，命定领导最终对抗黑暗势力的决战。

### 黑太阳和外星理论
黑太阳是秘传纳粹主义的一个重要象征，代表着被认为指引着雅利安种族的隐藏神秘力量。它常被描绘为一个神秘的内在之日，象征着雅利安人精神力量的源泉，以及支持其种族使命的宇宙力量。黑太阳的概念与秘传纳粹主义中的多种外星理论密切相关，这些理论主张雅利安人拥有神圣或外星起源。米格尔·塞拉诺等人推广了这样一种观点：雅利安人是古老外星种族的后裔，这个种族曾统治许珀耳玻瑞亚，并将在未来重返人间，引领人类迈入新的黄金时代。这些信仰将神秘学象征、伪历史与神话叙事结合起来，为雅利安至上主义构建出一个神秘的精神基础。
戈德温以及尼古拉斯·古德里克·克拉克等作家探讨了秘传纳粹主义与维利能量、隐秘的香巴拉和雅戈泰文明、地下UFO基地之间的联系，以及关于希特勒和党卫军在南极新施瓦本的地下基地中幸存，或与来自地底世界的许珀耳玻瑞亚人结盟的种种传说。

## 普遍信仰
秘传纳粹主义建立在一套核心信仰的基础之上，这些信仰融合了神秘主义、种族主义与神秘学思想。它们构成了这一传统的基本教义，使其区别于其他秘契主义流派，并与纳粹意识形态紧密交织。

### 种族纯洁与神秘主义遗产
秘传纳粹主义的核心是对雅利安人种族纯洁性与优越性的坚定信仰。这种意识形态的信徒认为，雅利安人是神圣或神秘血统的后裔，具备独特的精神和种族特质，使之区别于其他人种。这种对种族纯洁性的追求不仅体现在肉体层面，还具有精神意义——血统的纯净被视为通向更高层次的神秘知识、保持与神秘力量联系的必要条件。“精神贵族”的概念在此中尤为突出，雅利安人被视为“受选的民族”，命中注定要引领全人类的未来。
在秘传纳粹主义中，种族纯洁观念常与一个理想化的过去联系在一起——据称那时雅利安人与宇宙法则和谐共处，尚未受到外界力量的腐化。维持这种种族纯洁性被视为雅利安人完成其在尘世中神圣使命的关键条件。

### 精神等级制度
秘传纳粹主义融合了精神等级制度的概念，认为不同的种族与存在处于不同的灵性发展层级之中。雅利安人被置于这一等级体系的顶端，被视为更接近统御宇宙的神性或宇宙力量。这一精神等级体系为秘传纳粹主义中固有的至上主义思想提供了正当性，声称雅利安人拥有统治其他种族的神圣权利，而其他种族则被视为灵性低下或堕落的存在。
在这一体系之中，秘传纳粹主义的领袖与入门者自视为隐秘知识与精神力量的守护者。他们坚信一个宇宙性的秩序存在，而这种信念进一步强化了秘传纳粹主义思想中等级森严与威权至上的特质——唯有极少数被认为有资格的人，才能接触并运用这种神秘知识。

### 隐秘知识
秘传纳粹主义的核心信仰之一，是对隐秘知识的追寻与守护。这种知识被视为解锁雅利安人精神与种族潜能的关键。它被认为是隐藏的、神秘的，仅对那些具备种族纯洁性与高灵性的人开放。秘传纳粹主义者常常声称，这些知识自古以来便由秘密社团或神秘传统代代相传，直到今日仍被保留。
这些神秘知识的内容多种多样，但通常包括关于雅利安人种族起源、宇宙本质以及支配精神与种族纯洁性的法则等教义。它被视为赋予雅利安人重新夺回其作为世界精神与世俗领袖之正当地位的力量，使其有能力引领人类进入新的黄金时代。

### 疏离传统道德
秘传纳粹主义提倡疏离传统道德，认为传统道德是由劣等种族或巨匠造物主的压迫力量所建构的产物。相反，秘传纳粹主义主张一种与雅利安人神圣使命相契合的行为准则，其中包括对暴力、统治、种族灭绝等行为的正当化，视其为保护并发展雅利安人及其精神目标的必要手段。
这一信仰体系体现出一种“强权即公理”的理念，其行为标准并非基于传统道德判断，而是依据其在实现秘传纳粹主义目标上的有效性。这种对传统道德的否定，成为该运动极端主义和暴力倾向的理论依据与正当化工具。

## 与新异教主义的关系

### 与新异教主义的区别
秘传纳粹主义从根本上建立在雅利安人种族优越性与纯洁性的信仰之上，融合了种族主义教义，宣扬雅利安人的统治地位。这一意识形态歪曲古代神话与象征符号，以服务其种族主义议程。与此形成鲜明对照的是，主流的新异教主义运动普遍拒绝种族排他性，而是专注于精神追求、文化传承与包容。许多新异教团体明确谴责种族主义，致力于建立提倡多样性的包容性社群。
秘传纳粹主义将其神秘主义与隐秘信仰与法西斯主义和极右翼政治议程紧密结合。它试图通过一种神秘学框架复兴纳粹意识形态，主张推行专制统治与至上主义政策。相较之下，许多新异教团体则要么持政治中立立场，要么展现出多元化的政治倾向，重心更多放在精神实践与社群建设上，而非政治激进主义。这种在政治取向上的根本差异，进一步将秘传纳粹主义与主流新异教运动区分开来。
秘传纳粹主义与新异教运动都借鉴古代符号与神话体系，但对这些符号与神话的解读与运用存在显著差异。秘传纳粹主义分子利用卐字、如尼字母与黑太阳等象征，来宣扬其种族主义与神秘主义信仰。而新异教徒则在文化或精神层面上使用这些符号，摒弃秘传纳粹主义所附加的种族主义含义。主流新异教运动常常致力于重释这些符号，强调它们原本非种族主义的历史与意义。

### 对当代团体的影响
在新异教团体中，确实有一些边缘团体采纳了秘传纳粹主义的思想，并将其与自己的精神实践相融合。这些团体强调种族纯洁性，并借用与秘传纳粹主义相同的扭曲神话。例如，一些奥丁教（Odinism）和阿萨神教（Ásatrú）派别就提倡白人至上主义。这些教派常常遭到更广泛的新异教社区的批评与排斥。
秘传纳粹主义的信仰也影响了多个极右翼与新纳粹团体，这些团体将新异教元素融入他们的意识形态中。它们利用新异教符号与仪式来支持其种族与政治议程，形成一种将神秘主义与白人至上主义目标结合的混合意识形态。这种信仰的交汇帮助这些团体吸引那些对其思想中神秘主义与政治双重层面感兴趣的成员。

### 新异教社群的反制
主流新异教组织积极谴责种族主义与白人至上主义，努力将自己与秘传纳粹主义的意识形态区分开来。例如，像阿萨神教民众集会这样的团体已经发布公开声明，拒绝种族排他性，并在其社群中倡导包容性。这些举措在保持新异教精神性与种族主义意识形态之间的明确界限方面至关重要。
许多新异教团体积极开展教育活动，旨在推广其传统的正面和包容性形象。这些活动包括研讨会、公开声明和社区活动，强调新异教的精神与文化方面，而不包含秘传纳粹主义的种族主义色彩。这些努力旨在教育其成员以及公众，帮助他们了解新异教的真实面貌，并明确其对极端主义思想的拒绝。
主流新异教社群常常庆祝文化和种族多样性，将各种传统和实践融入其精神框架中。这种包容性的方法直接反击了秘传纳粹主义的排他性和至上主义意识形态，促使创造一个更加开放和包容的精神环境。通过拥抱多样性，这些社区致力于瓦解由秘传纳粹团体传播的有害叙事。

## 学者观点
对秘传纳粹主义的研究吸引了学者们的广泛关注，尤其是那些对神秘学、政治极端主义与现代神话的交叉领域感兴趣的学者。这些学者探讨了秘传纳粹主义的起源、发展及其影响，提供了对其思想基础的批判性分析，以及它在战后背景下如何持续存在和演变的研究。

### 起源和历史背景
尼古拉斯·古德里克-克拉克是这一领域最知名的学者之一，他广泛研究了秘传纳粹主义的起源。在其代表作《纳粹主义的神秘学起源》（1985年）中，他追溯了纳粹神秘主义的起源，认为其可追溯至20世纪初的雅利安秘学以及其他日耳曼神秘主义传统。这些传统影响了吉多·冯·利斯特和约尔格·兰茨·冯·利本费尔斯等人物。古德里克-克拉克认为，这些隐秘思想在塑造纳粹党意识形态的思想基础中起到了关键作用，尤其是通过对图勒学会的影响。他强调，尽管这些思想并非纳粹意识形态的唯一根源，但它们提供了一种神秘主义和种族主义框架，支持纳粹主义中更极端的方面并为其提供了正当性。
在他后来的著作《黑太阳：雅利安崇拜、秘传纳粹主义与身份政治》（2002年）中，古德里克-克拉克探讨了秘传纳粹主义信仰在战后的存续及其对各类新纳粹和极右翼团体的影响。他讨论了这些团体如何将纳粹主义中的神秘主义与神秘学元素融入当代语境：通常将其与其他隐秘传统、阴谋论和伪史叙事相结合。

### 神话与象征
乔斯林·戈德温，一位西方秘契主义研究学者，也在秘传纳粹主义研究中做出了重要贡献，尤其是在其著作《北极的神秘主义：极地的科学、象征与纳粹存续》（1996年）中。戈德温深入探讨了秘传纳粹主义中的神话与象征要素，重点关注许珀耳玻瑞亚、图勒以及纳粹势力在南极存续的相关说法。他分析了这些神话如何被用来建构一种神秘叙事，将雅利安人与古老、隐藏的文明以及超自然力量联系起来。
戈德温与古德里克-克拉克一道，也探讨了秘传纳粹主义与其他隐秘传统之间的关联，如对维利能量的信仰、对隐藏的香巴拉与雅戈泰文明的追寻，以及有关地下UFO基地的理论。这些学者指出，这些思想被整合进一个更广阔的秘契主义框架之中，往往与关于纳粹在南极地下基地存活、甚至与来自地底世界的许珀耳玻瑞亚人结盟等阴谋论融合。

### 批判性分析与辟谣
学者们也对与秘传纳粹主义相关的诸多神话进行了批判性分析与驳斥。尤其是尼古拉斯·古德里克-克拉克，他在研究中非常谨慎地区分了纳粹神秘主义的史实与后世作家及新纳粹团体所提出的夸张或伪造的说法。在《黑太阳》中，他对所谓的“纳粹UFO”神话以及围绕这一主题出现的各种伪科学理论进行了深入批判，指出这些观念大多是现代虚构产物，几乎没有任何历史依据。
杰弗里·卡普兰在其1988年出版的《欧美极右翼势力的兴起》一书中，也探讨了秘传纳粹主义在更广泛的极右翼背景下的影响。他分析了秘传纳粹主义思想是如何被各种白人至上主义团体和纳粹组织所采纳，通常为它们种族主义和极端主义意识形态的神秘化辩护。卡普兰的研究为理解秘传纳粹主义的吸引力提供了更广泛的社会政治背景，特别是在其能够为其信徒提供精神和种族优越感方面。

### 对现代运动的影响
秘传纳粹主义对现代神秘学与极右翼运动的影响也是学术研究的一个重要领域。学者如马蒂亚斯·加德尔探讨了这些思想如何渗透到各种新异教和白人分离主义团体中，特别是在欧洲和北美地区。加德尔的著作《血统之神：异教复兴与白人分离主义》（2003年）研究了秘传纳粹主义信仰如何融入现代异教实践，常常作为种族排他性和白人至上主义的精神辩护。他指出，这些信仰通过传统和数字手段传递，助长了秘传纳粹主义在当代文化中的持续存在。

## 在流行文化中
在2002年，古德里克-克拉克描述了一个当代小型音乐团体的松散网络，它们将新法西斯主义和撒旦崇拜结合在一起。这些团体可以在英国、法国和新西兰找到，名称如“黑秩序”或“地狱联盟”，并从米格尔·塞拉诺的秘传希特勒主义中汲取灵感。
在新纳粹音乐中，秘契主义主题常常被提及，包括对圣枪等文物的引用，尤其是在民族社会主义黑金属（如反共摇滚）中，这些象征和主题更为突出。

### 脚注
1. ↑  Goodrick-Clarke 1998.
2. 1 2  Bramwell 1985; Goodrick-Clarke 1992.
3. ↑  Bramwell 1985; Housden 2000; Goodrick-Clarke 2002.
4. ↑  Housden 2000; Goodrick-Clarke 2002.
5. ↑  Goodrick-Clarke 2002; Glinka 2014.
6. ↑  Goodrick-Clarke 2002; Dohe 2016.
7. ↑  见 Devi 1976，Chapter X - Hitlerian Esotericism and the Tradition.
8. ↑  见 Devi 1980.
9. ↑  Goodrick-Clarke 2002，第92頁.
10. ↑  Devi 1958，Dedication.
11. ↑  Devi 1958，第53頁.
12. ↑  Devi 1958，第430頁.
13. ↑  Charroux 1974，第29–30頁.
14. ↑  Goodrick-Clarke 2002，第117–118頁; Godwin 2010，第55–57頁.
15. ↑  Goodrick-Clarke 2002，第181頁.
16. ↑  Goodrick-Clarke 2002，第[页码请求]頁.
17. ↑  Jeffrey 2000.
18. ↑  《科里尔百科全书》 Vol. 11, 1997: 166.
19. ↑  Lowles 2000.
20. ↑  Devi 1958，第[页码请求]頁.
21. 1 2  Kaplan 2000，第216頁.
22. ↑  Myatt 1997.
23. ↑  Myatt 1998.
24. ↑  Myatt 2010.
25. ↑  Goodrick-Clarke 2002，第343頁.
26. 1 2 3 4  Goodrick-Clarke 2002; Gardell 2003.
27. ↑  Goodrick-Clarke 2002，第178頁.
28. ↑  Goodrick-Clarke 2002，第179頁.
29. ↑  Goodrick-Clarke 1992.
30. ↑  Godwin 1996，ch. 5–6, 10.
31. 1 2  Kaplan & Weinberg 1998; Goodrick-Clarke 2002.
32. 1 2 3 4  Goodrick-Clarke 2002.
33. ↑  Godwin 1996，ch. 5–6, 10; Goodrick-Clarke 2002，especially ch. 6–9.
34. ↑  Kaplan & Weinberg 1998.
35. 1 2 3 4  Gardell 2003.
36. 1 2  Goodrick-Clarke 1992; Kaplan & Weinberg 1998.
37. 1 2  Kaplan & Weinberg 1998; Gardell 2003.
38. ↑  Goodrick-Clarke 2002，第106, 213–231頁.
39. ↑  . Anti-Defamation League. November 4, 2004. （原始内容存档于2007-06-07）.

## 延伸阅读
- Chamberlain, Houston Stewart. . London, New York: John Lane. 1911 （英语）.
- Guerra, Nicola. . Solfanelli (Chieti). 2014: 140–148. ISBN 9-788874-978588 （意大利语）.
- Strube, Julian.  (PDF). Zeitschrift für Religionswissenschaft. 2012, 20 (2): 223–268. ISSN 0943-8610. doi:10.1515/zfr-2012-0009 （德语）.